# Гері Деніелс
Ге́рі Де́ніелс (англ. Gary Daniels; 9 травня 1963) — британський та американський актор, каскадер, постановник боїв та майстер бойових мистецтв.

## Біографія
Гері Деніелс народився 9 травня 1963 року в Лондоні, Англія. З дитинства захоплювався спортом, грав у збірній з футболу свого міста. Коли вперше побачив по телевізору фільми з Брюсом Лі захопився єдиноборствами. У 16 років отримав чорний пояс з тхеквондо. Також вивчав кун-фу і кікбоксинг. Здобув ряд перемог на турнірах різного рівня. Виграв безліч титулів за версією ITF (Міжнародна федерація тхеквондо), і титул чемпіона штату Каліфорнія у важкій вазі за версією WKBA (Світова асоціація кікбоксингу). В кінці 1980-х став зніматися в кіно. Виконав ролі у таких фільмах, як «Міський мисливець» (1993), «Кулак Північної Зірки» (1995), «Спіймати, щоб убити», «Нестримні» (2010).
У Деніелса є дружина Мерісін і п'ятеро дітей.

## Фільмографія
| Рік  |    | Українська назва                    | Оригінальна назва                             | Роль                               |
| ---- | -- | ----------------------------------- | --------------------------------------------- | ---------------------------------- |
| 1986 | с  | Поліція Маямі                       | Miami Vice                                    | стриптизер (Епізод: "Walk-Alone")  |
| 1988 | ф  |                                     | Final Reprisal                                | Девід Калахен                      |
| 1992 | в  | Кривавий кулак 4: Смертельна спроба | Bloodfist IV: Die Trying                      | обличчя зі шрамом                  |
| 1993 | ф  | Міський мисливець                   | City Hunter                                   | Кім                                |
| 1993 | ф  | Лицарі                              | Knights                                       | Девід                              |
| 1994 | ф  |                                     | Deadly Target                                 | Чарльз Принц                       |
| 1995 | ф  | Людина проти кіборга                | Heatseeker                                    | Ксао                               |
| 1995 | ф  | Кулак Північної зорі                | Fist of the North Star                        | Кенсіро                            |
| 1996 | ф  | Помста Яструба                      | Hawk's Vengeance                              | Ерік «Яструб» Келлі                |
| 1997 | ф  | Кривавий Місяць                     | Bloodmoon                                     | Кен О'Хара                         |
| 1998 | ф  | Утікач                              | Spoiler                                       | Роджер Мейсон                      |
| 1999 | ф  | Завтра не прийде ніколи             | No Tomorrow                                   | Джейсон                            |
| 1999 | с  |                                     | Sons of Thunder                               | Ланнарк (Епізод: "Daddy's Girl")   |
| 2000 | ф  | Епіцентр                            | Epicenter                                     | Нік Костянтин                      |
| 2000 | ф  | Березневі іди                       | Ides of March                                 | Томас Кейн                         |
| 2004 | ф  | Ретроград                           | Retrograde                                    | Маркус                             |
| 2005 | в  | На глибині                          | Submerged                                     | полковник Шарп                     |
| 2008 | с  | Легенда про Брюса Лі                | The Legend of Bruce Lee                       | Ед Паркер (2 епізоди)              |
| 2009 | ф  | Навіки твій                         | Immortally Yours                              | Себастьян                          |
| 2010 | ф  | Теккен                              | Tekken                                        | Брайан Ф'юрі                       |
| 2010 | ф  | Нестримні                           | The Expendables                               | Британець                          |
| 2010 | ф  | Спіймати, щоб убити                 | Hunt to Kill                                  | Дженсен                            |
| 2010 | в  | Перейти межу                        | Across the Line: The Exodus of Charlie Wright | Майклс                             |
| 2013 | вг | Payday 2                            | Payday 2                                      | Гектор                             |
| 2014 | ф  | Теккен 2: Помста Казуї              | Tekken 2: Kazuya's Revenge                    | Брайан Ф'юрі                       |
| 2014 | ф  |                                     | Misfire                                       | Коул                               |
| 2015 | ф  |                                     | Skin Traffik                                  | Бредлі                             |
| 2015 | ф  |                                     | Zero Tolerance                                | Семмі                              |
| 2021 | с  | Кунг-Фу                             | Kung Fu                                       | майстер Дрейк (Епізод: "Guidance") |